# Diervila
Diervila (zanica, vajgelija, lat. Diervilla), rod listopadnog grmlja iz porodice Caprifoliaceae. Postoje tri priznate vrste porijeklom iz Sjeverne Amerike i jedna hibridna.
Diervilla sessilifolia uvrezena je i u Hrvatsku

## Opis
Rod Diervilla od tri vrste niskih grmova koji pripadaju obitelji Caprifoliaceae (prije Diervillaceae), porijeklom iz istočne Sjeverne Amerike. Često se brkaju s blisko srodnim tatarskom kozokrvinom (Lonicera tatarica) i drugim kultiviranim članovima roda Lonicera, koji su invazivne vrste u mnogim dijelovima Sjedinjenih Država. Vrste Diervilla privlačne su leptirima i kolibrićima i obično se koriste u uređenju domaćeg krajolika.
Ove vrste su listopadne trajnice i imaju ovalne listove i grozdove cjevastih cvjetova na vrhovima grana. Šire se rizomima (podzemnim stabljikama) i stvaraju mrlje u kamenitim suhim područjima. Cvatnja se javlja početkom ljeta. Žuti ili crvenkasto žuti cvjetovi praćeni su tankim kljunastim plodovima. D. lonicera i D. rivularis slični su osim manje veličine i šiljatijih listova vrste D. lonicera. D. sessilifolia ima listove bez peteljki i ukošene grane.

## Vrste
1. Diervilla lonicera Mill.
2. Diervilla rivularis Gatt.
3. Diervilla sessilifolia Buckley
4. Diervilla × splendens (Carrière) G.Kirchn.